# Ribonukleaza
Ribonukleaze (obično skraćeno na RNKaze) nukleaze su koje kataliziraju razlaganje of RNK u manje komponente. Ribonukleaze se dele u endoribonukleaze i egzoribonukleaze, a obuhvataju nekoliko potklasa u EC 2.7 (fosforilitički enzimi) i 3.1 (hidrolitički enzimi) enzimskim klasama.

## Funkcija
Svi proučavani organizmi sadrže mnoštvo RNKaza, koje pripadaju mnogim različitim klasa, što pokazuje da je degradacija RNK vrlo drevan i važan proces. Kao i čišćenje ćelijske RNK koja više nije potrebnao, RNKaze imaju ključnu ulogu u sazrevanju svih RNK molekula, kako iRNK koji donose genetički materijal za izradu proteina i nekodirajuće RNK koje funkcionišu u raznim ćelijskim procesima. Pored toga, aktivni sistemi degradacija RNK su prva odbrana od RNK virusa i pružaju osnovni mehanizam za naprednije ćelijske imunske strategije, kao što su RNK sistemi.
Neke ćelije takođe luče obilne količine nespecifičnih RNKaza, kao što je T1. RNKaze su, dakle, vrlo uobičajene, što je posledica vrlo kratkog životnog veka bilo koje RNK koja nije u zaštićenom okruženju. Važno je napomenuti da su sve molekule unutarćelijske RNK zaštićene od aktivnosti sopstvene RNkaze, brojnim strategijama, uključujući i 5' krajeve, poliadenilaciju 3' kraja, sklopive i unutar RNK- proteinske komplekse (ribonukleoproteinskih čestica ili RNP).
Dodatni mehanizam zaštite je ribonukleazni inhibitor (RI), koji se u nekim vrstama ćelija sastoji od relativno velikog dela ćelijskih proteina (~ 0,1%), a koji se vežu za određene ribonukleaze s najvećim afinitetom od bilo koje interakcije protein-protein; konstanta disocijacije za kompleks RI-RNKaze je ~ 20 fM, pod fiziološkim uslovima. RI se koristi u većini laboratorija koje proučavaju RNK, da se zaštite analizirani uzorci od degradacije dejstvom okolišnim RNKazama.
Slično restrikcionim enzimima, koji režu vrlo specifične sekvence dvolančane DNK, klasifikovane su i razne endoribonukleaze mogu da prepoznaju i deluju na specifične sekvence jednolančane RNK.
RNKaze imaju ključnu ulogu u mnogim biološkim procesima, uključujući angiogenezu i samonekompatibilnost kod cvetnica (angiospermi). RNKaznu aktivnost i homologiju ispoljavaju i mnogi toksini koji su odgovorni za odgovor na stres prokariotskih toksin-antitoksin sistema.

## Klassifikacija

### Glavni tipovi endoribonukleaza
- 3.1.27.5: RNKaza A je najčešća u istraživanjima. Goveđa pankreasna ribonukleaza A je jedan od najotpornijih enzima koji se obično koriste u laboratorijama; jedan način izolacije je da se provri grubi ćelijski ekstrakt pa se svi enzimi, osim RNKaze A, denaturišu. Specifična je za jednolančanu RNK. Cepa 3'-krajeve nesparenih C i U ostataka, na kraju formirajući 3'-fosforisani proizvod preko međuprodukta 2 ', 3'-cikličnog monofosfata. Po svojoj aktivnosti, ne odgovara ni jednom kofaktoru.[9]
- 3.1.26.4: RNKaza H cepa RNK u DNK/RNK dupleksu za produkciju ssDNK. RNKaza H je nespecifična endonukleaza i katalizuje cepanje RNK putem hidrolitskih mehanizama, uz dodatak za enzim vezanog bivalentnog metalnog jona. RNKaza H napušta 5'-fosforilisani produkt.
- 3.1.26.3: RNKaza III cepa rRNK (16s rRNK i 23s rRNK) iz transkribovanog policistronskog RNK operona, kod prokariota. Takođe razlaže dvostruke lance RNK (dsRNS)-Dicer porodice RNKaze, sečenjem pre-miRNA (duge 60–70bp) na specifičnom mestu i transformiše je u miRNA (22–30bp), koja je aktivno uključena u regulaciju transkripcije i dužine života iRNK.
- 3.1.26.-??: RNKaza L je interferon-indukovana nukleaza koja, nakon aktivacije, uništava sve RNK u ćeliji.
- 3.1.26.5: RNkaza P je oblik ribonukleaze koji je jedinstven po tome što je ribozim - ribonukleinske kiseline koji djeluje kao katalizator, na isti način kao enzim. Njegova funkcija je da seče isključivo dodatni, ili prekursorni, redoslijed na tRNA molekulama. RNKaza P je jedan od dva poznata i česta ribozima u prirodi (drugi je na ribozomu). Da je ovaj oblik RNKaze P jprotein i ne sadrži RNK tek nedavno je otkriveno.
- 3.1.??: RNKaza PhyM je specifična sekvenca za jednolančane RNK. Cepa 3'-kraj neuparenih A i U ostataka.
- 3.1.27.3: RNkaza T1 je specifična sekvenca za jednolančane RNK. Cepa 3'-kraj neuparenih G ostataka.
- 3.1.27.1: RNkaza T2 je specifična sekvenca za jednolančane RNK. Cepa 3'-krajeve sva četiri ostatka, prvenstveno 3'-krajeve A ostataka.
- 3.1.27.4: RNkaza U2 je specifična sekvenca za jednolančane RNK. Cepa 3'-kraj neuparenih A ostataka.
- 3.1.27.8: RNkaza V je specifična za poliadeninsku i poliuridinsku RNK.

### Glavni tipovi egzoribonukleaza
- 2.7.7.8: Polinukleotid fosforilaza (PNPaza) funkcioniše kao egzonukleaza i nukleotidiltransferaza.
- 2.7.7.56: RNkaza PH deluje kao egzonukleaza i nukleotidiltransferaza.
- 3.1.??: RNkaza R je bliski homolog Rnkaze II, ali može, za razliju od nje da degradira RNK sa sekundarnim strukturama, bez pomoći dodatnih faktora.
- 3.1.13.5: RNkaza D je uključena 3'-ka-5' proces pre-tRNA.
- 3.1.??: RNkaza T je glavni učesnik u 3'-ka-5' zrenj mnogih stabilnih RNK.
- 3.1.13.3: Oligoribonukleaza degradira kratke oligonukleotide do mononukleotida.
- 3.1.11.1: Egzoribonukleaza I degradira jednolančanu RNK od 5'-ka-3', postoji samo kod eukariota.
- 3.1.13.1: Egzoribonukleaza II je bliski homolog egzoribonukleaze I.

## Specifičnost RNKaze
Aktivno mesto izgleda kao velika pukotina, u kojoj svi aktivni bočni ostaci stvaraju zid i dno doline. Raskol je vrlo tanka i mala podloga koja savršeno odgovara u sredini aktivnog mesta, što omogućuje savršenu interakciju s ostacima. Zapravo ima malu izbočinu na području supstrata. Iako, obično većina egzo- i endoribonukleaza nisu karakteristične, nedavno CRISPR / Cas sistem prirodnog prepoznavanja i rezanja DNK je dizajniran da seče i ssRNA u nizu specifičnih načina.

## RNKazna kontaminacija tokom ekstrakcije RNK
Ekstrakcija RNK u molekularno biološkim eksperimentima se uveliko komplikuje pri pojavi sveprisutnih ribonukleaza koji degradiraju uzorke RNK. Određene RNKaze mogu biti izuzetno izdržljive i teško se inaktiviraju u odnosu na neutralizovanje DNKaza. Pored prikazanih ćelijskih RNKaza, postoji nekoliko RNKaza koje su prisutne i u okruženju. RNKaze su evoluirale da imaju mnoge vanćelijske funkcije u različitim organizmima. 
Kod ovih lučenih RNKaza, enzimske aktivnosti nisu potrebne za svoju novu, preadaptacijsku ( egzaptacijsku funkciju. Na primjer, imunološke RNKaze deluju na destabilizaciju ćelijske membrane bakterija.

## Literatura
- D'Alessio G and Riordan JF, eds. (1997) Ribonucleases: Structures and Functions, Academic Press.
- Gerdes K, Christensen SK and Lobner-Olesen A (2005). "Prokaryotic toxin-antitoxin stress response loci". Nat. Rev. Microbiol. (3)  371–382.

## Spoljašnje veze
- IUBMB Enzyme Database for EC 3.1
- Integrated Enzyme Database for EC 3.1
- RNase A